# Île Canon
L’île Canon ou île Parseval est une îlot de Nouvelle-Calédonie appartenant administrativement à Boulouparis.